# Rumjana Byczwarowa
Rumjana Genczewa Byczwarowa, bułg. Румяна Генчева Бъчварова (ur. 13 marca 1959 w Szipce) – bułgarska socjolog, urzędnik państwowy i polityk, wicepremier oraz minister spraw wewnętrznych w drugim rządzie Bojka Borisowa.

## Życiorys
Ukończyła socjologię na Sofijskim Uniwersytecie Państwowym. Pracowała przy różnych projektach badających zachowania konsumentów i rynek reklamy. Została menedżerem przedsiębiorstwa marketingowego „Market Links”.
W 2009 zaangażowała się w działalność polityczną, objęła wówczas funkcję szefa gabinetu politycznego premiera Bojka Borisowa. W wyborach w 2014 z listy partii GERB uzyskała mandat posłanki do Zgromadzenia Narodowego 43. kadencji. 7 listopada 2014 została wicepremierem ds. polityki koalicyjnej i administracji państwowej w drugim rządzie Bojka Borisowa. 11 marca 2015 dodatkowo zastąpiła Weselina Wuczkowa na stanowisku ministra spraw wewnętrznych. Zakończyła urzędowanie w styczniu 2017. W wyniku wyborów w 2017 ponownie została deputowaną.
W 2019 otrzymała nominację na ambasadora Bułgarii w Izraelu.